# Complexe sportif Azadi

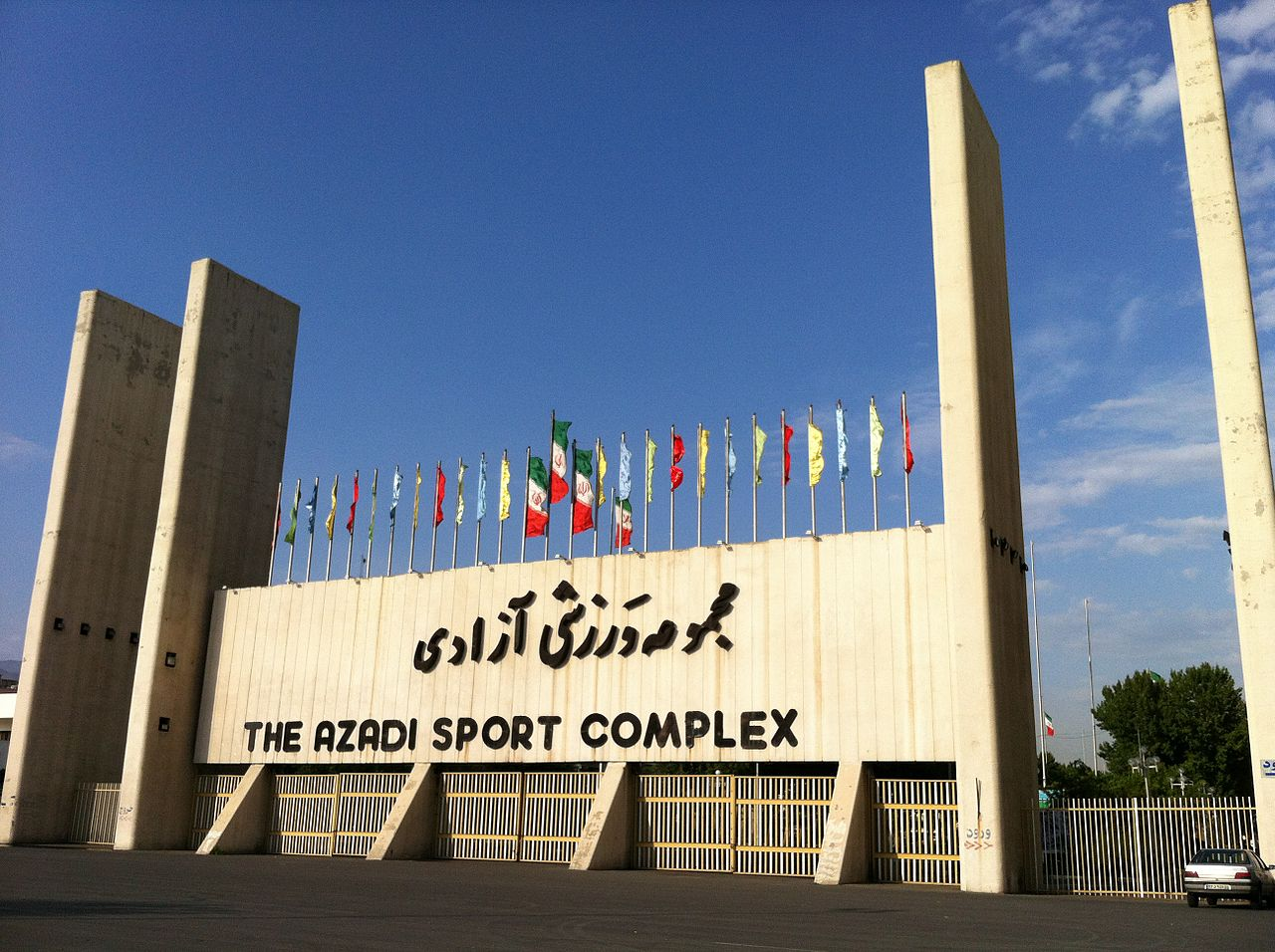
Complexe sportif Azadi.

Le complexe sportif Azadi (en persan : مجموعه ورزشى آزادی, Majmouheh varzeshi-e āzādi, āzādi signifiant « liberté ») est un complexe sportif situé à Téhéran (Iran).

## Histoire
Il fut construit à l'occasion des Jeux Panasiatiques de 1974, sous le nom Aryamehr (Lumière des Aryens) et peut accueillir des compétitions sportives, des concerts ou des sommets politiques.

## Événements
Le complexe, qui s'étend sur 450 hectares à l'ouest de Téhéran, comprend le stade Azadi (d'une capacité de 90 000 places) pour les matchs de football ou les meetings d'athlétisme, un vélodrome (d'une capacité de 2 700 places) pour le cyclisme, une piscine (dans un hall de 12 000 places), un terrain de basket-ball (ou de volley-ball), un circuit automobile, un circuit tout terrain (pour la moto-cross), un centre équestre, un circuit de karting, un terrain de baseball et enfin de nombreux terrains d'entraînement multi-sports.